# Saint-Léger-sur-Roanne
Saint-Léger-sur-Roanne è un comune francese di 1 204 abitanti situato nel dipartimento della Loira della regione dell'Alvernia-Rodano-Alpi.

## Società

### Evoluzione demografica
Abitanti censiti